# Sociologia do gênero
A sociologia do gênero é um subramo proeminente da sociologia. A interação social está relacionada com a sociologia no que se refere às estruturas sociais. Uma das estruturas sociais mais importantes é o status (condição). Isso é determinado com base na posição que um indivíduo possui que afeta a forma como será tratado pela sociedade. Um dos status mais importantes que um indivíduo reivindica é o gênero. O discurso público e a literatura acadêmica geralmente usam o termo gênero para designar a masculinidade ou feminilidade percebida ou projetada (autoidentificada) de uma pessoa. 